# Croix de cimetière de Laval-le-Prieuré
La croix de cimetière de Laval-le-Prieuré est une croix de 1813 située sur la commune de Laval-le-Prieuré dans le département français du Doubs.

## Localisation
La croix est située dans le cimetière de Laval-le-Prieuré.

## Histoire
La croix date de 1813 mais le socle date, quant à lui, de 1921. La croix est inscrite au titre des monuments historiques depuis le 13 juin 1997.

## Description
La croix elle-même est en fer forgé et la date de création, 1812, est inscrite sur le fût de la croix. Le piédestal est en pierre et possède également sa date, 1921, gravée dessus.